# Maggie Siner
Maggie Siner est une peintre et professeure de peinture  américaine. Elle est connue pour ses peintures d'intérieurs, ses natures mortes et ses paysages.

## Biographie
Maggie Siner est née à Providence, Rhode Island. Elle termine ses études secondaires  à Maplewood, New Jersey, tout en prenant des cours de peinture à l'Art students League de New York (1968-69). Elle fréquente l'université de Boston (1969-1973, BFA, 1973) et l'American University (1974-1976, MFA, 1976) et se spécialise dans la peinture. Elle bénéficie d'une bourse pour étudier à  Boston dans le cours d'été de l'université des beaux arts du Tanglewood Institut à Lenox (Massachusetts) en 1971. Elle rencontre à ce moment Robert d'Arista qui a une influence majeure sur son travail. Plus tard, elle étudie avec lui à l'Université Américaine http://www.robertdarista.com/students.html.  En 1974 Siner entre à l'école de peinture Skowhegan pour y étudier la peinture des fresques.
Siner vit en France de 1976 à 1980, et s'installe dans un moulin à vent du XVIIe siècle près de Fuveau, au pied de la montagne Sainte Victoire, montagne rendue notoire de par l'œuvre du peintre Paul Cézanne. A' Aix-en-Provence elle enseigne à l'Institut des Universités américaines et a sa première exposition solo à la galerie Les Amis des Arts. Son implication dans un groupe d'entraide pour femmes la conduit à assister en auditeur libre aux cours de médecine à la faculté de médecine de l'université de Marseille. Elle poursuit des études de médecine après son retour aux États-Unis en 1981 et étudie l'anatomie humaine à l'école de médecine de l'université de Georgetown en 1986. Durant les décennies suivantes, elle retourne en France  pendant de longues périodes, pour enseigner et exposer.
Siner se rend en Chine en 1991 et est invitée à enseigner la peinture dans le département d'art de l'université de Xiamen, en 1992, 1999 et 2004.
Depuis 2008, Siner peint à Venise et y vit la majeure partie du temps

## Peinture
Siner est formée aux méthodes classiques de la peinture à l'huile mais avec des adaptations contemporaines.  Elle fait partie d'un petit nombre de peintres contemporains explorant le sens du monde visuel. Ceci, ajouté au fait que ses œuvres sont de taille modeste fait d'elle une exception dans le dialogue actuel sur l'art 
Sa peinture perceptive se concentre sur "comment nous voyons vraiment, comment nous répondons aux couleurs et aux formes de manière physique ou émotionnelle, comment nos yeux bougent et voyagent, s'arrêtent à une frontière ou sautent à un point de contraste, comment nous réagissons au vertical et à l'horizontal et comment une couleur en altère un autre, comment la forme crée du poids, du mouvement et emmène nos yeux sur un chemin” .
Les sujets abordés suivent des filiations diverses, allant du monumental à l'étrange, allant de l'intime, au monumental, à l'étrange et au saugrenu. Le paysage est crucial dans son œuvre, mais elle a aussi souvent peint des figures, portraits, natures mortes dans ses œuvres consacrés aux tables dressées et aux lits défaits, choisis précisément pour les possibilités offertes en termes d'ambiguïtés dans la narration et les possibilités offertes par les subtilités de la couleur blanche.
Elle cherche sans relâche sur la route ou en studio le sujet, la lumière, ou la position qui procure l'expérience émotionnelle adéquate,  et produit avec des compétences étonnantes, à travers de vigoureux coups de pinceau, et une composition et une architecture soutenue par de solides bases de dessins.
Sa gestuelle en termes de coup de pinceau doit beaucoup à ses années passées en Chine, en absorbant l'art chinois de la peinture à l'encre, ainsi qu'à l'expressionnisme abstrait sous l'influence de son mentor Robert d'Arista.
« Parmi ses nombreux dons, c'est sa capacité en tant que peintre à transformer l'ordinaire – un lit défait, une robe ou un manteau sur un cintre, une personne visitant un musée – en extraordinaire. La peinture de Siner est […] une distillation qui semble née à travers le processus de réduction. Cette économie de la technique caractéristique est évidente dans chaque tableau. ».
Une liste des expositions personnelles et de groupe de Maggie Siner est disponible sur son site web.

## Sculpture
Formé à l'anatomie et la sculpture figurative à l'Université de Boston Siner travaille l'argile tout au long de sa carrière. Alors qu'elle enseigne à Lacoste, en France, elle commence la sculpture sur pierre dans la proximité des carrières de calcaire et produit des sculptures en pierre de taille. Tous les œuvres de sculpture sont figuratives et ont été présentées aux États-Unis, en France et en Italie.

## L'enseignement
Siner est une enseignante dévouée et inspirante, qui a influencé toute une génération de peintres, et est réputée pour son énergique et son style d'enseignement structuré style. Elle a enseigné dans les académies d'art, des universités et des écoles d'art, telles que l'Institut d'Universités Américaines, l'école d'art Lacoste en France, l'Université de Xiamen en Chine,, le Savannah College of Art and Design, l'Université Américaine, et le Washington Studio School aux États-Unis,,. Les matières enseignées comprennent la peinture, le dessin, la sculpture, le dessin, l'analyse de la peinture, l'histoire de l'art, du paysage, et de l'anatomie. Son cours de dessin anatomique novateur et stimulant est légendaire. Elle a été Doyenne de la Faculté du Washington Studio School en 1996-1997. Elle est fréquemment invitée en tant qu'artiste et conférencière, et  appréciée pour ses conférences sur le fonctionnement interne de la peinture, notamment sa recherche originale sur “Rembrandt : le peintre et sa géométrie secrète".
« En tant que professeur Siner impressionne par sa générosité et sa détermination à partager l'approche puissante qu'elle apporte à son propre travail. »

## Illustration médicale et reconstruction faciale
Pendant les années 1980 Siner travaille à la pige comme un illustratrice médicale.
Sa connaissance de l'anatomie, ainsi que son habileté artistique de l'art du portrait et de la sculpture sont mises en pratique en 1988, lorsqu'elle crée une reconstitution de visages pour la police de Leesburg, en Virginie, qui conduit en une occasion à l'identification d'une victime de meurtre,,.